# Чернушкины
Черну́шкины — несколько донских казачьих родов. Часть представителей принадлежала к донскому казачьему дворянству.

## Персоналии

### Первые
Борис Григорьевич Чернушкин (род. 23 июля 1846 — не ранее 1890) — из дворян. Окончил Варшавское пехотное юнкерское училище по первому разряду. В службе казаком с 1 января 1865 года. С 4 мая 1869 года в полку № 5. С 21 июля 1872 года по 24 сентября 1874 года в полку № 1. С 11 мая 1875 по 24 сентября 1879 года в полку № 6, там же с 17 апреля 1883 года по 4 октября 1886 года. Есаул в комплекте Донского казачьего полка; 11 января 1890 года вышел в отставку по болезни с чином войскового старшины и мундиром. Жена — дочь есаула Сенютина Евдокия Васильевна. Дети: Ольга (род. 1 июня 1876), Евгения (род. 22 февраля 1878), Олимпиада (род. 25 июля 1879), Мария (род. 7 июля 1882), Вадим (род. 9 апреля 1885), Арсений (род. 2 марта 1888). Награждён Орденом Святого Станислава III степени (28 марта 1885).

### Вторые
Чернушкины из станицы Усть-Медведицкой области Войска Донского
Флор (Фрол?) Филиппович (ок. 1765 года — не ранее 1802, не позднее 1811) — сын обер-офицера, казак станицы Усть-Медведицкой. На казачьей службе с 20 мая 1782 года. С 30 июля 1785 года в полку подполковника Якова Табунщикова. С 7 января 1788 года в полку полковника Дмитрия Грекова, принимал участие в штурме Очакова. С 30 мая 1789 года в полку генерала от кавалерии Алексея Орлова, участник штурма Измаила и русско-польской войны. С 24 ноября 1798 года принимает командование собственным полком (Чернушкина 1-го). 15 апреля 1799 года получил звание полковника. Был женат на дочери казака Ирине Васильевне. Дети: Елизавета (род. ок. 1797) и Иван (род. ок. 1802). Проживал на реке Арчеде.
Иван Фролович (Флорович?) Чернушкин (1802 — не ранее 1849) — из дворян, казак Усть-Медведицкой станицы. На казачьей службе с 19 июля 1811 года. С 21 сентября 1822 года по 4 декабря 1826 года в полку Чернушкина 1-го (впоследствии Грекова 9-го). С 20 марта 1828 года по 25 января 1830 года в полку № 37 Золотарёва 2-го, принимал участие в русско-турецкой войне. С 26 мая 1832 года по 27 ноября 1838 года в полку № 14 Давыдова (впоследствии № 18 Краснова). 21 апреля 1849 года получил звание полковника. Награждён орденами Святого Станислава III степени и Святой Анны IV степени в оружии с надписью «за храбрость». Вторая жена — дочь подполковника Поздеева Евдокия Ивановна. Дети: Николай (род. 3 декабря 1838), Елизавета (род. 8 июля 1843), Валериан (род. 14 июля 1846), Леонид (род. 27 сентября 1848). Дом в станице Усть-Медведицкой и посёлке Арчадинском Усть-Медведицкого округа. Проживал на реке Арчеде.

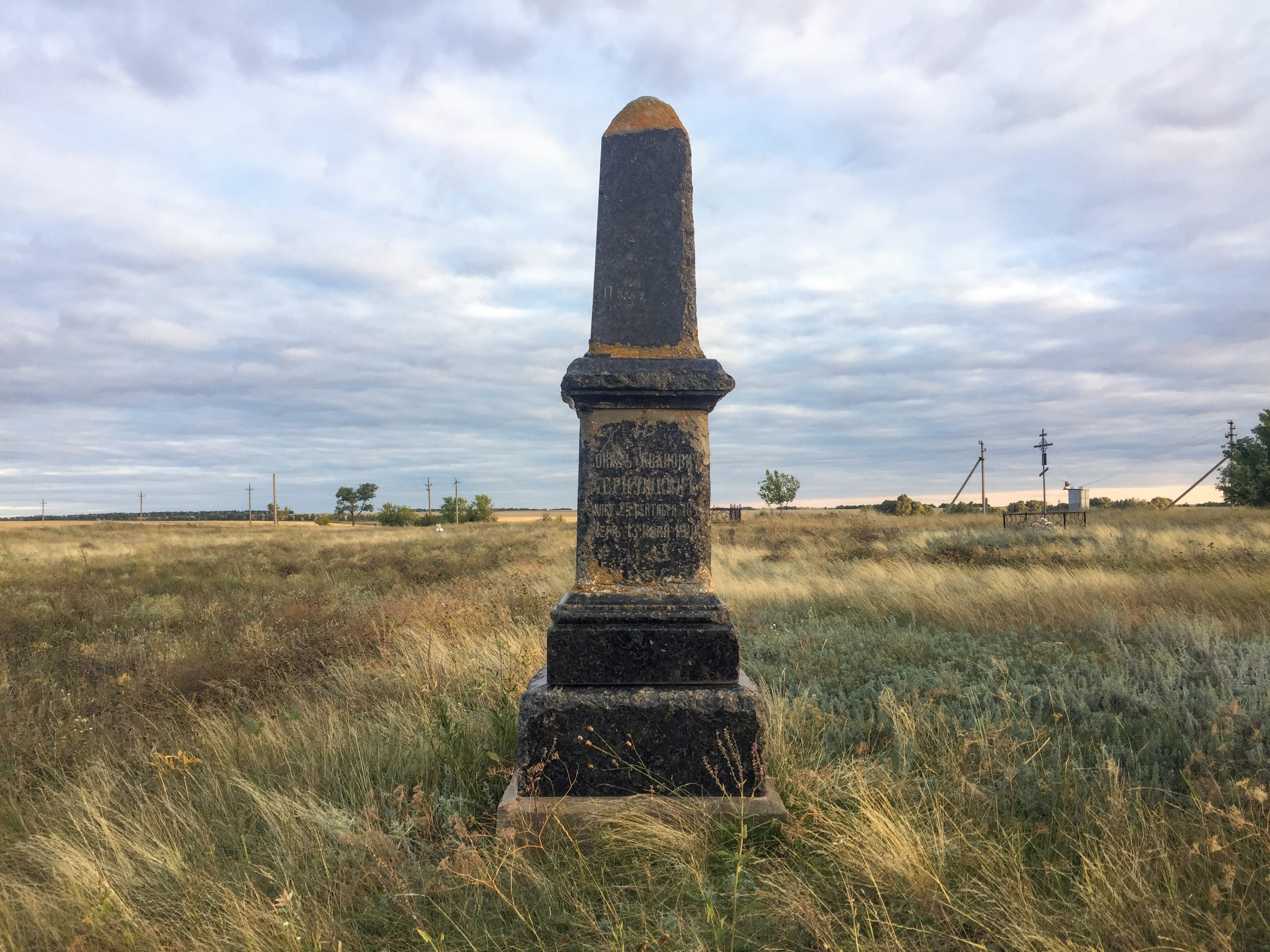
Могила помещика Леонида Ивановича Чернушкина в хуторе Арчедино-Чернушинском

- Леонид Иванович Чернушкин (1848—1910) — поручик, на 1903 год владел 2405 десятин земли[14].

### Другие Чернушкины
Трофим Маркович Чернушкин (ок. 1779 — 19 ноября 1836) — из казачьих детей, казак станицы Усть-Медведицкой. В службе казаком с 4 апреля 1798 года. С 15 мая 1798 года в полку Чернушкина 1-го. С 12 апреля 1805 года в полку Иловайского 9-го (впоследствии Чернозубова 5-го, затем Карпова 3-го), участник Прусской кампании, Австрийской кампании, Отечественной войны 1812 года (Мир, Бородино, Тарутино), Заграничный поход. В июне 1813 года исключён из полка генерал-майора Карпова 2-го. 10 августа 1813 года назначен командиром полка (Чернушкина 2-го).  12 сентября 1826 года вышел в отставку в чине полковника. Скончался 19 ноября 1836 года в возрасте 58 лет. Жена — Ефимия Семёновна. Дочь Анна (род. ок. 1798). Проживали в хуторе Толмосов. Награждён орденами Святой Анны II степени, Святого Владимира IV степени с бантом, медалью «В память Отечественной войны 1812 года», орденом Карла Фридриха.